# Доле (Шентјур)
Доле (словен. Dole) је насељено место у општини Шентјур, Савињска регија, Словенија.

## Историја
До територијалне реорганизације у Словенији било је у саставу старе општине Шентјур при Цељу. Као самостално насеље, Доле постоји од 1994. године. Настао је издвајањем дела из насеља Трновец при Драмљах.

## Становништво
У попису становништва из 2011. године, Доле је имало 165 становника.
| Број становника према пописима | Број становника према пописима |
| ------------------------------ | ------------------------------ |
| 2002                           | 2011                           |
| 158                            | 165                            |

Напомена: Године 1994. настала издвајањем дела из насеља Трновец при Драмљах.